# Ronald Weasley
Ronald "Ron" Bilius Weasley és un dels personatges principals de la sèrie de llibres de Harry Potter, creats per l'autora britànica J. K. Rowling. Apareix per primera vegada al llibre Harry Potter i la pedra filosofal com a millor amic de l'Hermione Granger i en Harry Potter.
És pèl-roig (com tots en la seva família), alt i prim, té mans i peus grans, i té la cara coberta de pigues, els ulls blaus i el nas llarg. Ha viscut envoltat de mags des que va néixer i és qui ensenya a en Harry moltes coses quotidianes per als mags, com el quidditch, el seu esport preferit. En Ron està present gairebé tot el temps en l'acció al llarg de la sèrie, gràcies a la seva amistat amb en Harry. És interpretat en les pel·lícules per Rupert Grint.

## Família
En Ron és el sisè dels set fills de la família Weasley, en la qual tots són mags. Els seus pares són l'Arthur i la Molly, i els germans grans es diuen (de més gran a més petit) Bill, Charlie, Percy, i els bessons (Fred i George). També té una germana petita, la Ginny. S'argumenta que en Ron Weasley i la seva família són d'orígens irlandesos.
El pare, l'Arthur, treballa a la Conselleria d'Afers Màgics, la Molly és mestressa de casa, en Bill treballa al banc dels mags a Egipte (Gringotts). En Charlie cria dracs a Romania. En Percy és assistent del mateix conseller de màgia. En Fred i en George, després de complir la seva majoria d'edat, obren una botiga de bromes (Bromes dels Bruixots Bessons), i la Ginny va al col·legi.
Els Weasley són una família pobra, però honrada. En Ron i la resta dels seus germans s'han vist en la necessitat d'adquirir coses de segona mà.

## Personalitat
En Ron és molt optimista i fins a cert punt despreocupat, encara que de vegades li costa suportar el fet que la seva família sigui pobra. Això fa que moltes de les seves coses estiguin fetes servir i velles, ja que les hereta dels seus germans grans, i que alguns alumnes de Hogwarts se'n riguin per això.
També és molt insegur. En Harry es veu obligat al seu sisè any a pujar-li la moral abans d'un partit de quidditch, fent-li creure que ha pres una poció.
És sarcàstic i bromista, gelós i bon amic. Dins del món dels fanàtics Harry Potter és conegut com "el noi que estimava" (the boy who loved). Destaca per ser un personatge extremadament leial que sempre defensa els seus éssers estimats.
En Ron té aracnofòbia, és a dir, extrema por a les aranyes. Tot i així, és un personatge valent, i en el segon llibre, Harry Potter i la cambra secreta, s'endinsa dins del bosc de Hogwarts, on serà perseguit per centenars d'aranyes, per ajudar a en Harry a resoldre un misteri.

## Intervenció en la trama
Des del primer any a Hogwarts, en Ron esdevé el millor amic d'en Harry. Igual que ell i que l'Hermione, pertany a la residència de Gryffindor. Al primer llibre de la sèrie, en Ron coneix en Harry Potter a l'estació de King's Cross mentre aquest últim busca l'entrada a l'andana 9 i 3/4. Una vegada dins del compartiment del tren, reben la inesperada visita d'en Draco Malfoy. En Malfoy ofereix la seva amistat a Harry, que la rebutja, ja que en Malfoy ha insultat en Ron.
A partir d'aquest moment en Harry i en Ron es fan molt bons amics; l'amistat es reforça cada any que passen a Hogwarts i superen les difícils proves que se'ls presenten en cada repte.
En el segon any en Harry i ell fan servir per a arribar al col·legi el cotxe volador del pare d'en Ron. I aquesta és solament la primera de les moltes aventures de l'any escolar, car durant aquest mateix any visitaran aranyes gegants i salvaran la Ginny d'una mort segura. En Ron s'afligeix molt quan troben l'Hermione en la infermeria després de ser petrificada.
Fins al tercer any té com mascota una rata anomenada Scabbers que abans havia pertangut al seu germà Percy. Després del succeït amb l'Scabbers al tercer dels llibres (Harry Potter i el pres d'Azkaban) on descobreixen que l'Scabbers és en realitat Ben Babbaw (Peter Pettigrew), que va trair els pares d'en Harry, en Sirius Black li regala una altra mascota, un petit i nerviós mussol marró. El mussol va ser batejat Porcupintí (Pigwidgeon) per Ginny, la germana petita d'en Ron, però ell li escurça el nom i l'anomena Porc (Pig).

## Interessos romàntics
Al llarg dels llibres, s'ha notat una tensió entre els personatges d'en Ron i l'Hermione, el que ha dut a sospitar que existeix alguna cosa més que amistat entre ambdós, sobretot a partir de les escenes de gelosia (per part d'en Ron) al quart llibre on Hermione surt amb en Viktor Krum, un famós jugador de quidditch, campió del col·legi Durmstrang al Torneig dels Tres Mags i màxim ídol d'en Ron, fins que en Krum comença a interessar-se per Hermione, passant molt temps amb ella i convidant-la al ball de Nadal.
En Ron retreu a Hermione que «confraternitza amb l'enemic», trenca la figura del campió de Durmstrang i es dirigeix a ell com a "Vicky". Fins i tot, a causa de la seva gelosia, trenca una figureta d'en Viktor que en Ron va comprar al Mundial de Quidditch.
Al cinquè llibre el seu pare sofreix un atac de la serp d'en Voldemort, la Nagini, i gràcies a la capacitat d'en Harry de connectar-se amb la ment del sinistre mag, se salva.
En aquell any s'uneix a l'ED, un grup d'estudiants del que en Harry és mestre amb el propòsit d'ensenyar Defensa contra les Forces del Mal.
Al final del curs participa en una batalla a la Conselleria d'Afers Màgics en la qual un cervell s'enrosca en el seu cos.
Al sisè llibre surt amb la Lavender Brown, una de les raons per la qual l'Hermione estigui una mica eufòrica en aquest llibre. La relació és molt superficial, ella li diu manyagosament "Ro-Ro" (Won-Won) i li regala una gruixuda cadena d'or amb la inscripció «Amor meu» com a regal de Nadal. El dia del seu aniversari, en Ron es menja xocolates plenes de poció d'amor fets per la Rosana Vana per en Harry. En Harry el porta al despatx de l'Horaci Llagot per donar-li l'antídot i és enverinat accidentalment. Aquest dia a l'hospital mentre està dormint diu unes paraules poc comprensibles: "Err...ii...oon...", el que vol dir Hermione.
En l'enterrament d'en Dumbledore, es mostra molt afectuós amb l'Hermione, (s'abracen, mentre ella plora sobre a la seva espatlla, i ell li acaricia els cabells) i promet a en Harry de seguir-lo a on sigui després que aquest li prometi d'assistir a les noces del seu germà Bill Weasley i de la Fleur Delacour.

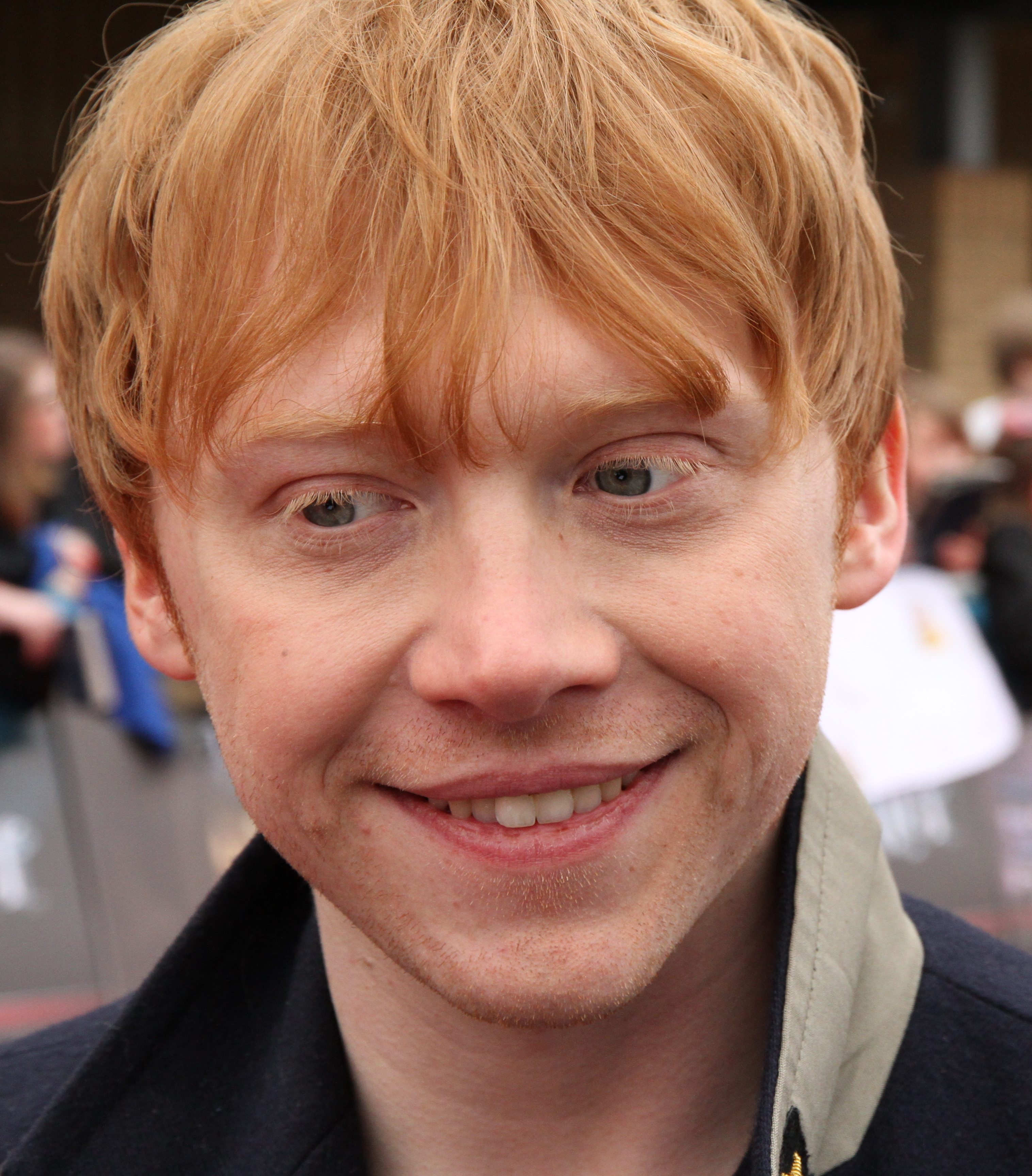

Al setè i últim llibre, tal com va prometre, acompanya en Harry, juntament amb l'Herminone, a la seva recerca dels horricreus. L'aventura acaba per semblar-li frustrant, ja que han de fugir dels cavallers de la mort al llarg de tot el país, i acaba per abandonar els seus amics, deixant en Harry sumit en la desesperació, i Hermione en un mar de llàgrimes.
Durant aquest llibre, la relació d'en Ron i l'Hermione, fins llavors sempre repleta de diferències, renys i gelosia, fa un enorme tomb des del sepeli d'en Dumbledore, i a causa de l'apunt de guerra, que transmet la idea que cada moment pot ser l'últim, es mostren molt afectuosos l'un amb l'altre i tenen nombroses proves d'amor durant aquell any com dormir agafats per la mà, més gelosia per part d'en Ron cap a en Krum o ballar junts en les noces d'en Bill i la Fleur.
Penedit pel seu arravatament, torna al costat dels seus amics. En Harry s'adona del més profund temor d'en Ron: una possible relació entre en Harry i l'Hermione. Li diu a en Harry que veu Hermione com una germana i que ella sent el mateix. Demostren el seu amor amb un petó en la pàgina 527, just quan estaven discutint si alliberar els elfs domèstics del col·legi o cridar-los perquè lluitin al seu costat.

## Epíleg
19 anys més tard, en Ron es troba casat amb l'Hermione Granger, amb la qual té dos fills: la Rose, que aparentment és tan intel·ligent com la seva mare, i l'Hugo, i la seva amistat i lleialtat cap a en Harry roman la mateixa.En Ron treballa amb en George a la botiga «Bromes dels Bruixots Bessons», amb gran reeixida i després es converteix en auror.

## Particularitats
- La seva vareta té cabells de cua d'unicorn, és de fusta de salze i té 35,6 centímetres.
- Pateix aracnofòbia.
- El seu aniversari és l'1 de març.
- El seu segon nom és Bilius, possiblement pel seu oncle Bilius que va morir una setmana després d'haver vist un Grim.
- Ha de repetir el seu examen d'aparició.
- És un excel·lent jugador d'escacs màgics.
- 7 GNOMS assolits.
- La seva cal·ligrafia són «gargots desordenats».
- El seu patronus és un Gos terrier.
- És molt fidel a en Harry.
- El seu equip de quiddich preferit són els Chudley Cannons.
- És triat Monitor de Gryffindor juntament amb l'Hermione.

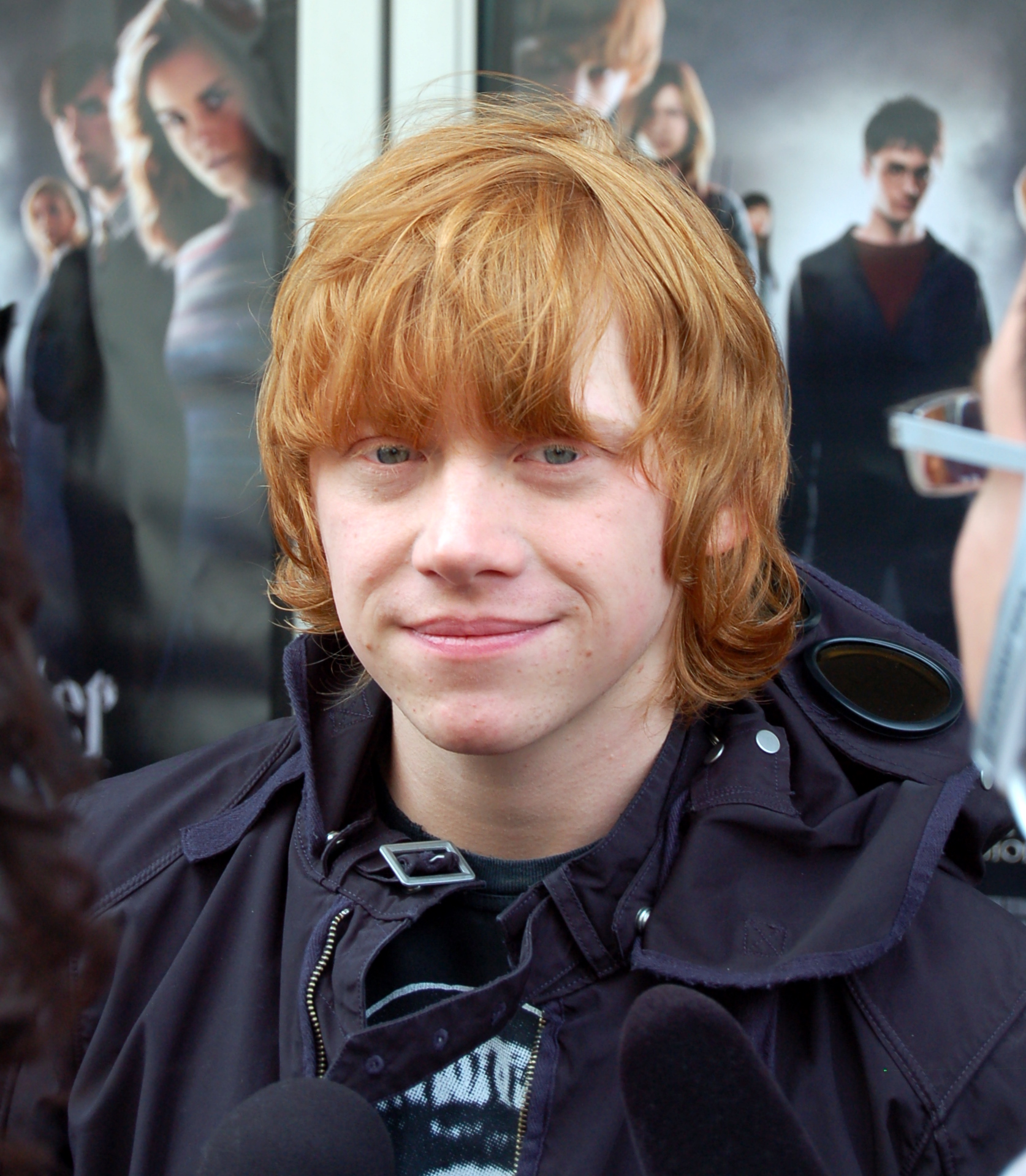
Rupert Grint, l'actor que interpreta Ron Weasley

- Al sisè llibre el nou professor de Pocions no fa atenció a en Ron i una vegada el va anomenar Rupert, J.K.Rowling va comentar que va ser en honor de l'actor Rupert Grint, que l'interpreta a les pel·lícules.
- El seu temor de les aranyes va començar als tres anys, quan el seu germà, Fred, va convertir el seu os de peluix en aranya.

## Versió fílmica
A les pel·lícules és interpretat per Rupert Grint. L'actor té moltes coses en comú amb el personatge: ambdós venen de família nombrosa, són aracnofòbics i són una mica rebels. Rupert era un gran fan de Harry Potter el que el va motivar a audicionar per a les pel·lícules fent un rap i fins a vestint-se de dona. L'actor va reconèixer en algunes entrevistes que el seu personatge favorit del llibre sempre ha estat Ron Weasley. Nogensmenys va constatar que la fama, les rodes de premsa i les catifes vermelles van ser literalment «un atac» als seus sentits.
A partir de la segona pel·lícula es veu en Ron una mica més espantadís del normal, el que molesta molts fans dels llibres doncs en Ron malgrat tenir les seves pors i fòbies és un veritable Gryffindor, ja que és valent i dona tot per la família i els amics. És cert que en Ron causa molta comicitat als llibres pel seu sarcasme i rebel·lia, no obstant això a les pel·lícules sembla que fa més el ridícul i és aquesta la seva veritable causa del riure per als espectadors.